# Sławęcin (województwo łódzkie)
Sławęcin – wieś w Polsce położona w województwie łódzkim, w powiecie łęczyckim, w gminie Grabów.
W latach 1975–1998 miejscowość położona była w województwie konińskim.
Zobacz też: Sławęcin, Sławęcinek